# Melitonoma recticlypeata
Melitonoma recticlypeata es una especie de insecto coleóptero de la familia Chrysomelidae.
Fue descrita científicamente en 2002 por Erber & Medvedev.